# 오징어채볶음

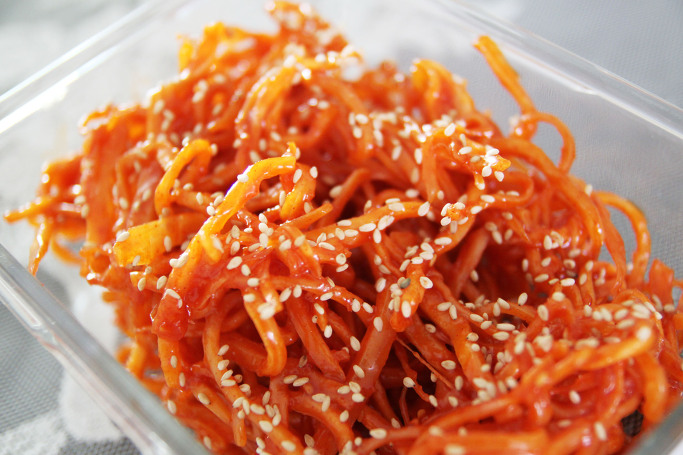
오징어채볶음(진미채볶음)

오징어채 볶음 또는 진미채 볶음은 한국의 볶음 요리이며, 오징어채를 고추장, 물엿 등으로 양념하여 볶은 음식이다. 매콤한 맛을 내며, 주로 반찬으로 먹는다.

## 같이 보기
- 조림
- 반찬
- 한국 요리